# Masacre de Tagkijap
La masacre de Tagkijap ocurrió el 20 de abril de 2005 entre los distritos de Bellavista y El Parco, entre las regiones de Cajamarca y Amazonas respectivamente, ambas al norte del Perú. El suceso provocó la muerte de cuatro miembros de una brigada del Ministerio de Salud a manos de nativos awajún, la motivación e identidad de los asesinos sigue siendo desconocida.
Los cuerpos fueron encontrados a medianos de mayo, en una fosa común, lo que provocó consternación en la opinión pública.

## Antecedentes
El área donde ocurrió la masacre ya tubo enfrentamientos con graves consecuencias en otras ocasiones, 40 mestizos que se trasladaron a vivir al lugar fueron asesinados en años recientes.

## Descripción

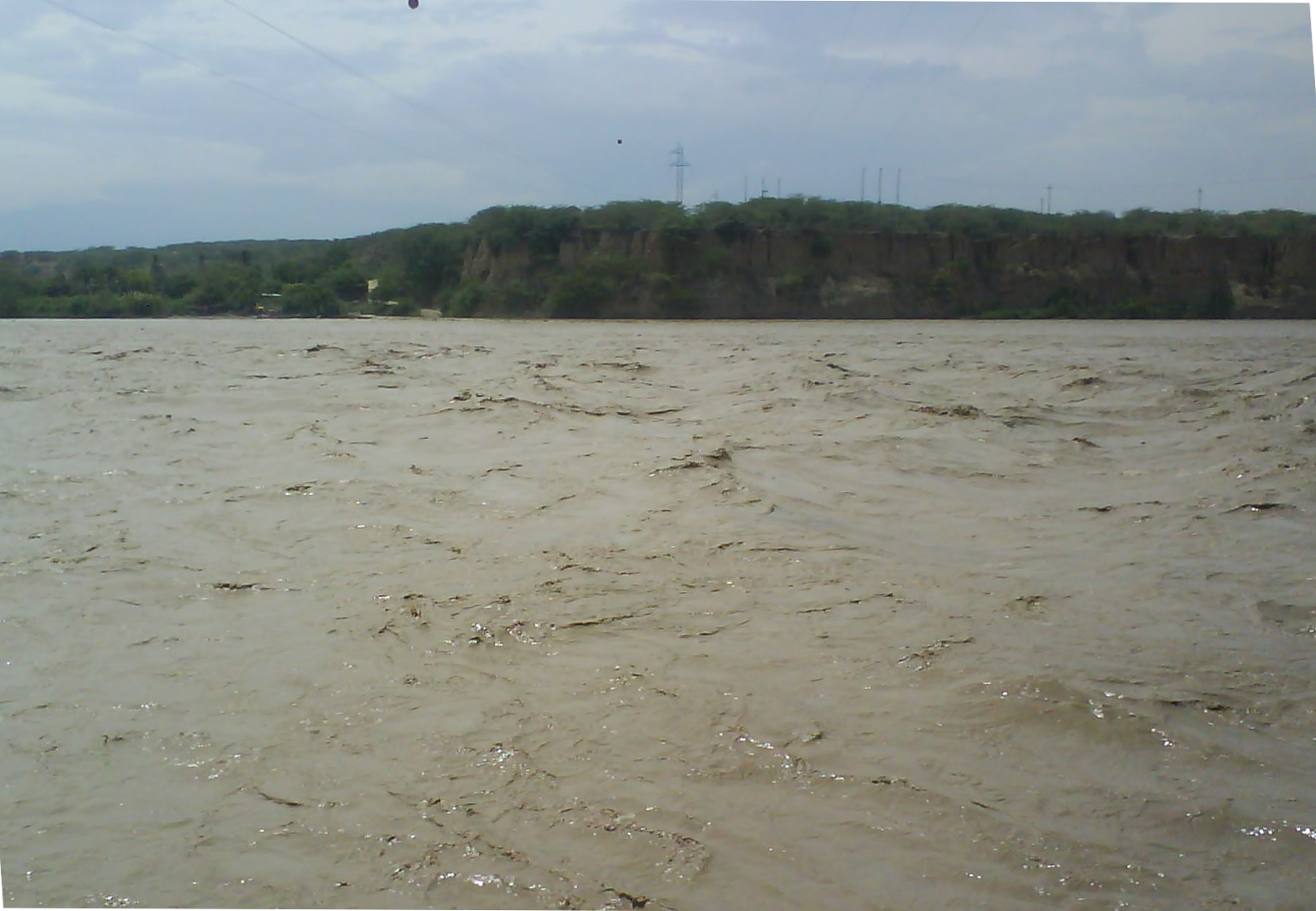
El río Marañón, pasando por Bellavista, Cajamarca; para 2005 el área aun no estaba completamente integrada al resto del país.

Los hechos ocurrieron el 20 de abril de 2005 entre las localidades de Chamatá y Tagkijap, cerca del río Numpatyacu un tributario del río Marañón, entre los límites de Amazonas y Cajamarca, regiones de selva alta y yungas, cerca a la frontera con el Ecuador.
Las víctimas era la totalidad de una pequeña brigada ELITE de vacunación y chequeo estacional compuesta por Manuel Lagos (médico en jefe), Juan Espinar (obstetra), Marcelo Huamán (enfermero) y Gladys Salazar (técnico en enfermería). La brigada comenzó sus labores comunes el 11 de abril desde Bagua Grande, adentrándose a los poblados de la selva amazonense, manteniendo contacto hasta el 20 de abril, la labor se desarrollaría todo el mes de abril hasta llegar cerca a los distritos fronterizos.
Debido a la pérdida de comunicación, la Policía Nacional del Perú, con resguardo de miembros del Ejército del Perú y un helicóptero de la Fuerza Aérea del Perú, partieron hacia la última localidad en donde mantuvieron contacto, la cual fue Tagkijap, en este sitio los locales apoyaron a los oficiales en la búsqueda de los entonces desaparecidos hasta dar recién en mayo con una fosa común en donde fueron depositados los cuerpos de los brigadistas. La PNP describió que los cuerpos de los hombres representaban disparos en el tórax y abdomen y el cuerpo de la mujer un golpe en la cabeza con la culeta de un arma.
Los restos mortales estaban cubiertos con tierra húmeda y hojarasca, y tres escopetas fueron encontradas en la fosa, posiblemente las usadas para acabar con los sanitarios.

## Fallecidos
Los cuatro cuerpos fueron embarcados en una avioneta policial y trasladados al aeropuerto de Jaén, en este punto, a excepción de Carranza que vivía en Jaén, cada resto fue llevado a los lugares de origen de los occisos: Lagos a Lima, Espinar a Ayacucho y Salazar a Bagua Grande. El Ministerio de Salud corrió con los gastos de traslado y sepelio.
Las víctimas fueron declaradas por el gobierno de Alejandro Toledo como «mártires de la salud» mediante la Resolución Suprema N.º 015-2005-SA. En esa misma línea el Ministerio de Salud negó cualquier violencia o incidente cultural con las mujeres awajún por parte de las brigadas ELITE, y afirmó que se brindará servicio psicológico gratuito para los familiares de los fallecidos.

## Autoría
La PNP barajó motivos los autores de la masacre, siendo dos posiciones las más fuertes, se debatía entre amerindios de la etnia awajún ebrios o narcotraficantes de opio.

### Presunto choque cultural

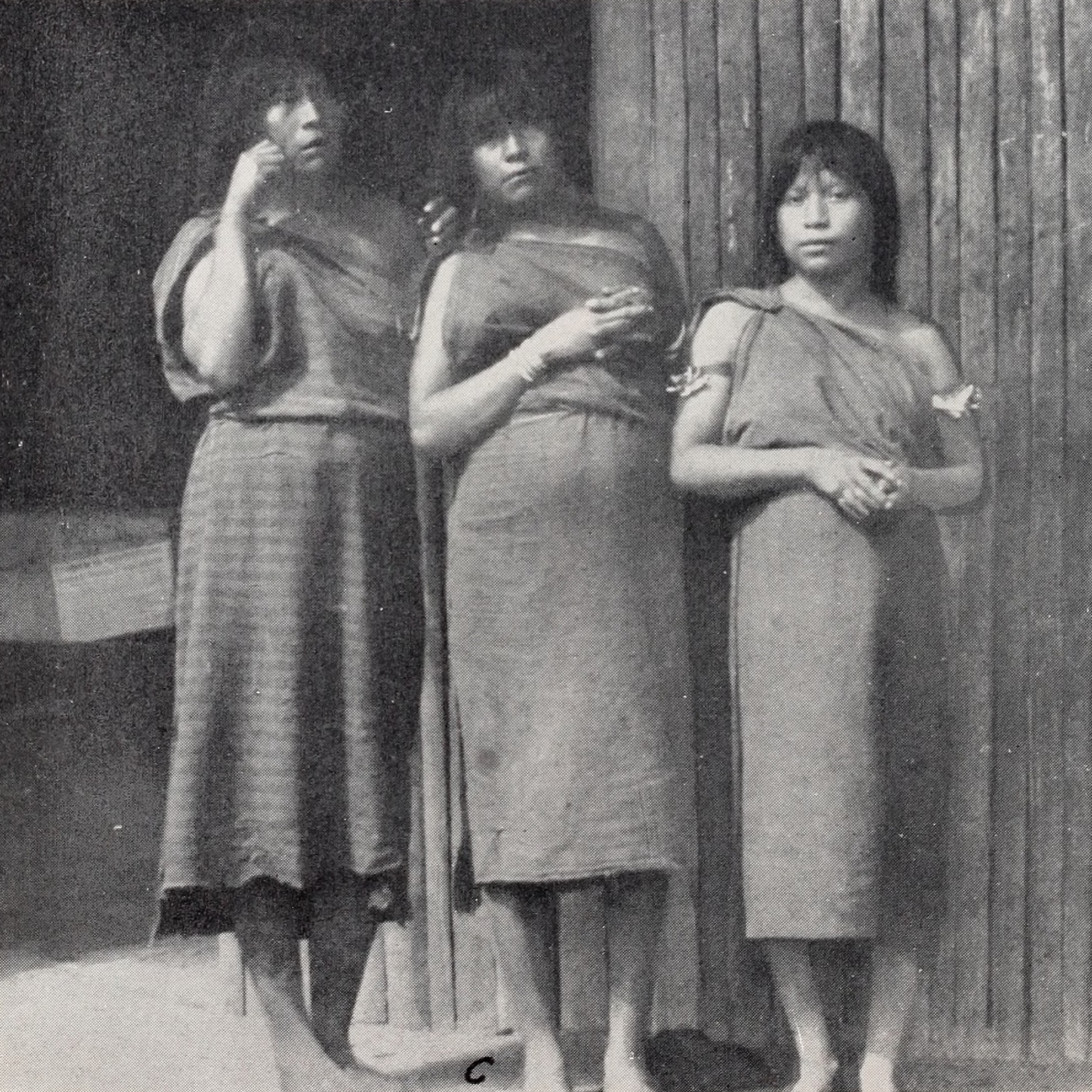
Mujeres awajún.

Según la hipótesis de los awajún estos habían estado alcoholizados por el consumo de masato y reaccionaron agresivamente contra el obstetra Espinar debido a que en su chequeo de una de las mujeres embarazadas de la comunidad faltó el respeto a sus costumbres al decirle que se desnudará en frente de él, además de los otros miembros de la brigada comenzaron una campaña de vacunación que no fue aprobada por los altos jerarcas de la comunidad, lo que motivo que fueron ejecutados. Un apu de la comunidad, Américo Taijin Muñachi, aparentemente confirmó la autoría de awajún ebrios como los responsables de los asesinatos.
La posición de Taijin Muñachi fue criticada tanto por las autoridades locales, familiares de las víctimas y otros awajún, afirmando que los brigadistas ya habían estado anteriormente en la localidad y los alrededores. El antropólogo Juan Ossio Acuña, que también visitó la zona de la etnia, expresó que los awajún son pacíficos.

### Cultivos de amapola
La hipótesis era que las víctimas se toparon con cultivos de amapola, protegidos por narcotraficantes que pululaban por el lugar, y debido a esto fueron asesinados para que no avisen a las autoridades. La población de Tagkijap dijo a la PNP que un día antes de la masacre, personas extrañas a la localidad estaban por las afueras, y muy probablemente fueron ellos los que mataron a los sanitarios.

### Hipótesis híbrida y disputa con los huambisas
Una tercera posición es que hay grupos de awajún relacionados con la comercialización de opio, para ellos era preferible que se crea que el motivo de las muertes era por conflicto cultural entre awajunes y mestizos, antes que por actividades ilícitas que depredan la selva. El líder huambisa Wrays Pérez expresó que se deben encontrar a los responsables, sin importar si sean awajún los responsables, debido a que la masacre no debe ser interpretada como justicia de los pueblos originarios

Tenemos que ayudar a investigar el caso para que la justicia peruana emita las penas correspondientes y que este hecho no quede impune (...) este crimen está fuera del derecho consuetudinario, el cual rige según la tradición indígena para delitos menores como el adulterio, el robo y la mentira
.

## Impactos posteriores
En mayo, luego de destaparse la masacre, unos awajún secuestraron al periodista Luis Peña Vergaray y su guía al considerar que fueron discriminados al relacionar a su etnia con el narcotráfico, luego de un diálogo con representantes del Ministerio del Interior, los rehenes fueron liberados.
Según Peña Vergaray sus mismos secuestradores le afirmaron que los asesinos eran de la etnia, pero que no pertenecían a Tagkijap y mucho menos eran personas relevantes en la sociedad civil de los amerindios. La masacre fue comparado con otros incidentes relacionados con las comunidades indígenas como el Andahuaylazo de Antauro Humala. Los actos de racismo y de calificación de «salvajes» y «sicarios del narcotráfico» contra los awajún en general también se registraron debido a la masacre.

## En la cultura popular
Los Premios "Hombres y mujeres que salvan vidas" creado en 2004 por el Colegio de Obstetras del Perú para obstetras relevantes en cada departamento del país, cambian de denominación a Premios "Juan Carlos Espinar Blonded" en honor al obstetra fallecido de la brigada, dicho nombre se mantendrá casi ininterrumpido hasta la actualidad, a excepción de 2017 cuando se denomino Premios "Salvando vidas".